# Objektfinanzierung
Objektfinanzierung (englisch Object finance) ist im Bankwesen eine Form der Spezialfinanzierung von Gegenständen, bei der die Rückzahlung der Kreditforderung von den Cashflows aus den finanzierten und an den Kreditgeber als Kreditsicherheit übertragenen Objekten abhängt.
Objektfinanzierung ist funktional die Gewährung von Krediten zur Anschaffung von Betriebsmitteln. Hierbei werden nur wertvolle Teile als Betriebsmittel des Sachanlagevermögens erfasst.
Als Kreditsicherheit kommen – objektabhängig – Grundpfandrechte, Sicherungsübereignung, Verpfändung oder Abtretung in Betracht.  

## Beleihungsobjekte
Als Beleihungsobjekt kommen beispielsweise Flugzeuge, Immobilien, Infrastruktur, Kraftwerke, Satelliten, Schiffe, Triebwagen oder Sachgesamtheiten wie Fuhrparks in Frage. Diese Objekte werden an das kreditgebende Kreditinstitut sicherungsübereignet oder verpfändet, wenn der Kreditnehmer ihr Eigentümer und Besitzer ist. Befinden sie sich bei einem dritten Besitzer, nehmen die Kreditinstitute eine Abtretung des Herausgabeanspruchs vor. Im weiteren Sinne können auch auf Grundstücken oder grundstücksgleichen Rechten grundpfandrechtlich gesicherte Immobilienfinanzierungen als Objektfinanzierung angesehen werden, doch werden Wohn- und Gewerbeimmobilien in Kreditinstituten organisatorisch von den übrigen Objektfinanzierungen getrennt, zumal Objektfinanzierungen im engeren Sinne lediglich Mobilienfinanzierungen darstellen.
Übersicht
Es gibt auf dem Bankenmarkt folgende wesentliche Objektfinanzierungen:
| Objektfinanzierung     | Gegenstand | Kreditsicherheit                             |
| ---------------------- | ---------- | -------------------------------------------- |
| Flugzeugfinanzierung   | Flugzeuge  | Flugzeughypothek                             |
| Immobilienfinanzierung | Immobilien | Grundschuld, Hypothek, Sicherungsgrundschuld |
| Schiffsfinanzierung    | Schiffe    | Schiffshypothek                              |

Die Immobilienfinanzierung ist wirtschaftlich nur dann eine Objektfinanzierung, wenn die Mieteinnahmen für den Schuldendienst verwendet werden.
Die Wertermittlung der Objekte erfolgt aufgrund des Vergleichswertverfahrens, Ertragswertverfahrens, Sachwertverfahrens oder einer Kombination hiervon aufgrund § 6 ImmoWertV.

## Fertigstellung
Objektfinanzierungen können sowohl von Fertigerzeugnissen als auch bei noch nicht fertiggestellten Halbfabrikaten und Zwischenprodukten vorgenommen werden, die noch einer Weiterverarbeitung bedürfen. Bei Fertigerzeugnissen kann die Objektfinanzierung entweder der Produktionsfinanzierung oder der Absatzfinanzierung dienen, wenn die Produkte zwar schon produziert, aber noch nicht weiterverkauft sind. Hierbei kommt zu dem Risiko der Nichtlieferung auch das Risiko der Nichtabnahme hinzu. Das Kreditrisiko einer Objektfinanzierung ist am höchsten bei Halbfabrikaten und Zwischenprodukten, wenn für die späteren Endprodukte noch kein Käufer gefunden wurde. 

## Bankrechtliche Aspekte
Gemäß der seit 2014 EU-weit gültigen Kapitaladäquanzverordnung (englische Abkürzung CRR) bilden die Objektfinanzierungen eine Unterklasse der Forderungsklasse „Unternehmen“ (Art. 112g CRR), die nach Art. 122 Abs. 1 CRR beim KSA-Standardansatz einem der sechs vorgesehenen Risikogewichte zuzuordnen sind. Diese undifferenzierte Aggregation berücksichtigt nicht das individuelle Risiko derartiger strukturierter Finanzierungen. Erforderlich ist, dass der Schuldendienst für die Kredite aus den Erträgen der beliehenen Mobilien vollständig generiert werden kann. In den Kreditverträgen ist deshalb durch Covenants die Einhaltung von Schuldenkennzahlen wie Zinslastquote, Schuldendienstdeckungsgrad oder Kapitaldienstgrenze zu berücksichtigen, wobei das Unterschreiten einer festgelegten Untergrenze eine automatische Kreditkündigung nach sich ziehen kann. Die Drittverwendungsfähigkeit spielt bei den typischen objektfinanzierten Gegenständen wie Schiffen oder Flugzeugen im Normalfall zwar keine Rolle, doch sind sehr individuell hergestellte Objekte mit geringer Marktliquidität einer Prüfung zu unterziehen.

## Abgrenzung
Während die Objektfinanzierung ausschließlich der Finanzierung fertiggestellter Gegenstände dient, ist die Projektfinanzierung auf die Finanzierung von bestimmten, noch nicht realisierten Vorhaben ausgerichtet und besitzt daher ein höheres Finanzrisiko. 